# Haslach im Kinzigtal
Haslach en el valle del Kinzig en la Selva Negra Central es una ciudad de unos 7000 habitantes en el distrito de Ortenau en Baden-Wurtemberg, Alemania.

## Puntos de interés
- Museo de trajes de la Selva Negra (Schwarzwälder Trachtenmuseum)
- Mina para visitantes Bendición de Dios (Besucherbergwerk Segen Gottes)

## Ciudades hermanadas
- Lagny-sur-Marne, Isla de Francia, Francia

## Personalidades
- Heinrich Hansjakob

## Enlaces
- Wikimedia Commons alberga una categoría multimedia sobre Haslach im Kinzigtal.
- Sitio web de Haslach

- Datos: Q519729
- Multimedia: Haslach im Kinzigtal / Q519729